# Mihail Kogălniceanu, Iași
Mihail Kogălniceanu este un sat în comuna Țigănași din județul Iași, Moldova, România.

## Hidrografie
Cele mai importante ape fiind râul Jijia și Iazul lui Botez iar celălalt fiind și un pârâu, Pârâul Puturosul.

## Demografie
Mihail Kogălniceanu având 1200 de locuitori din care 98% români.Religiile find Ortodoxism Pentistalism și Evanghielism din care 60% Ortodocși 26% Penticostali și 14% Creștini după Evanghelie.

## Clădirile
Acesta având 5 magazine din care 4 mixte.Aici existând 4 biserici una de ortodocși una de penticostali și 2 de creștini după Evanghelie.Tot aici sunt și 5 case total pustiite.Sunt și două școli.